# Borsonella callicesta
Borsonella callicesta é uma espécie de gastrópode do gênero Borsonella, pertencente a família Borsoniidae.